# فشار در سیالات
فشار سیال میزان نیرو در واحد سطح است. فشار سیال می تواند در اثر گرانش، شتاب یا نیرو در یک ظرف بسته ایجاد شود. از آنجایی که یک سیال شکل مشخصی ندارد، فشار آن در همه جهات اعمال می شود. فشار سیال همچنین می تواند از طریق مکانیسم های هیدرولیکی تقویت شود و با سرعت سیال تغییر کند.

## انواع فشار سیالات
فشار سیال اغلب تنش فشاری در نقطه ای از سیال است. فشار سیال در 2 حالت ایجاد میشود:
1. یک وضعیت باز، به نام "جریان کانال باز"، به عنوان مثال: اقیانوس، استخر یا جو
2. یک وضعیت بسته، به نام "مجرای بسته"، به عنوان مثال: خط آب یا خط گاز

فشار در شرایط باز معمولاً می تواند به عنوان فشار در شرایط "ایستا" یا غیر متحرک (حتی در اقیانوس که در آن امواج و جریان آب وجود دارد) در نظر گرفته شود، زیرا این حرکات فقط تغییرات ناچیزی در فشار ایجاد می کنند.چنین شرایطی با اصول استاتیک سیالات مطابقت دارد.فشار در هر نقطه از یک سیال غیر متحرک (استاتیک) فشار هیدرواستاتیک نامیده می شود.
بدنه های بسته سیال یا "استاتیک" هستند، زمانی که سیال حرکت نمی کند؛ یا "دینامیک" زمانی که سیال میتواند در یک لوله یا با فشرده کردن شکاف هوا در یک ظرف بسته حرکت کند.فشار در شرایط بسته با اصول دینامیک سیالات مطابقت دارد.
مفاهیم فشار سیال عمدتاً به اکتشافات بلز پاسکال و دانیل برنولی نسبت داده می شود. معادله برنولی را می توان تقریباً در هر موقعیتی برای تعیین فشار در هر نقطه از یک سیال استفاده کرد. معادله مفروضاتی در مورد سیال ایجاد می کند، مانند ایده آل بودن سیال و تراکم ناپذیر بودن آن.
سیال ایده آل سیالی است که در آن اصطکاک وجود نداشته باشد، غیر لزج است (ویسکوزیته صفر).
معادله برای تمام نقاط سیستمی که شامل یک سیال با چگالی ثابت است به صورت زیر است:

p: فشار سیال
ρg :y (چگالی * ثابت گرانش)
v: سرعت سیال
g: ثابت گرانش
z: ارتفاع 

## فشار مایع
هنگامی که فردی در زیر آب شنا می کند، فشار آب روی پرده گوش فرد احساس می شود. هر چه آن شخص عمیق تر شنا کند، فشار آن بیشتر می شود. فشار احساس شده به دلیل وزن آب بالای فرد است. وقتی فردی عمیق تر شنا می کند، آب بیشتری در بالای فرد وجود دارد و در نتیجه فشار بیشتر می شود. فشاری که یک مایع اعمال می کند به عمق آن بستگی دارد.
فشار مایع به چگالی مایع نیز بستگی دارد. اگر فردی در مایعی چگال تر از آب غوطه ور شود، فشار به همان نسبت بیشتر خواهد بود. بنابراین، می توان گفت که عمق، چگالی و فشار مایع به طور مستقیم متناسب هستند.
فشار در مایعات در همه جهات به طور مساوی تقسیم می شود، بنابراین اگر نیرویی به یک نقطه از مایع وارد شود، به تمام نقاط دیگر مایع منتقل می شود.

### محاسبه فشار
فشار در مایعات را می توان با استفاده از رابطه زیر محاسبه کرد:
P=ρgh
P: فشار(pa یا Kg/m.s^2 یا N/m^2)
ρ: چگالی سیال (Kg/m^3)
h: ارتفاع یا عمق مایع (m)
g: ثابت گرانش(2^9.81m/s)
فشار در نقاط هم تراز ( دارای عمق یکسان) صرف نظر از شکل ظرف مقدار یکسانی دارد. زیرا فشار فقط به عمق و چگالی مایع بستگی دارد.

#### نیروی شناوری
جسمی که تا حدی یا به طور کامل در سیال غوطه ور است، فشار بیشتری را بر روی سطح پایینی خود نسبت به سطح بالایی خود تجربه می کند. این باعث ایجاد نیروی حاصله به سمت بالا می شود. این نیرو را رانش می نامند و به آن شناوری نیز می گویند.

## فشار گاز
فشار گاز، فشار یک بخار در تعادل ترمودینامیکی با فازهای متراکم آن در یک سیستم بسته است. همه مایعات و جامدات تمایل به تبخیر به شکل گازی دارند و همه گازها تمایل به متراکم شدن به حالت مایع یا جامد خود دارند.
نقطه جوش فشار اتمسفر یک مایع (که به عنوان نقطه جوش معمولی نیز شناخته می شود) دمایی است که در آن فشار بخار با فشار اتمسفر محیط برابر است.با افزایش تدریجی دما، فشار بخار برای غلبه بر فشار اتمسفر و بلند کردن مایع برای تشکیل حباب های بخار در داخل قسمت عمده ماده کافی می شود.تشکیل حباب در عمق مایع به فشار بالاتر و در نتیجه دمای بالاتر نیاز دارد، زیرا فشار سیال با افزایش عمق بیشتر از فشار اتمسفر می شود.
فشار بخاری که یک جزء در یک مخلوط به فشار کل در سیستم وارد می کند، فشار بخار جزئی نامیده می شود.